# Wada wzroku
Wada wzroku (łac. vitium visus) – niezdolność oka do tworzenia prawidłowo zogniskowanego obrazu na plamce żółtej lub centralnej części siatkówki bez udziału akomodacji.
Prawidłowe ogniskowanie obrazu nosi nazwę emetropii. Każda wada, która doprowadza do nieprawidłowego ogniskowania obrazu nosi nazwę ametropii. W przypadku ogniskowania obrazu za siatkówką powstaje stan zwany nadwzrocznością (zwaną także dalekowzrocznością).
W przypadku powstawania ogniskowanego obrazu przed siatkówką dochodzi do krótkowzroczności.
W przypadku zmian spowodowanych wiekiem, doprowadzających do stwardnienia soczewki, dochodzi do wady nazywanej starczowzrocznością, polegającej na upośledzeniu ogniskowania obrazu w przypadku patrzenia na przedmioty blisko położone przed gałką oczną.
Astygmatyzm jest wadą wynikająca z występowania nieprawidłowego ogniskowania obrazu wskutek zmian krzywizn rogówki.
W języku potocznym wadą wzroku określa się także szereg zaburzeń, takich jak: tritanopia, deuteranopia, protanopia, monochromatyzm, które w istocie są zaburzeniami widzenia barwnego, a nie wadą wzroku, gdyż ogniskowanie w tych wypadkach jest prawidłowe.

## Objawy chorobowe
Rozpoznanie u osoby dorosłej nie nastręcza zwykle trudności (chory sam zauważa kłopoty w ostrości widzenia). Istnieją jednak osoby nie zwracające uwagi na zaburzenia widzenia i w tych wypadkach najczęstszym objawem są przewlekłe bóle głowy.

### Objawy u dzieci
- tarcie oczu
- pogorszenie sprawności fizycznej
- pogorszenie wyników w nauce
- zakrywanie jednego oka podczas czytania
- zez
- siedzenie blisko przed obserwowanym przedmiotem (ekran telewizora, monitor komputera)

## Leczenie
- korekcja nieprawidłowego ogniskowania
  - okulary korekcyjne
  - soczewka kontaktowa miękka lub twarda
- leczenie naturalne
  - wykorzystywanie adaptacji oka[1] - relaksacja mięśnia rzęskowego i redukcja długości osiowej gałki ocznej poprzez active focus[2] (niewielka nieostrośc widzianego obrazu)
- leczenie chirurgiczne
  - keratotomia promienista (radialna)

### Leczenie w fazie badań
- keratoplastyka warstwowa – mikrochirurgiczne usunięcie powierzchownej warstwy rogówki, celem jej spłaszczenia i tym samym poprawy ogniskowania obrazu
- wszczepianie cienkich soczewek kontaktowych na stałe między tęczówkę i soczewkę